# Goldie Loc
Goldie Loc é um rapper americano e ator.
Ele foi membro do grupo Tha Eastsidaz.
Goldie Loc fez sua estreia com Snoop Dogg na faixa "20 Minutes" do álbum "No Limit Top Dogg". Depois disso, ele colaborou frequentemente com Snoop Dogg, já que ambos aparecem juntos no filme "Tha Eastsidaz". Por isso, ele também passou a fazer parte dos Eastsidaz, ao lado de Tray Deee e Snoop Dogg. No entanto, "Tha Eastsidaz" foi dissolvido forçosamente porque Tray Deee foi preso.
Atualmente, Goldie Loc está na gravadora "33rd Street Records". Lá, ele lançou o álbum "Still Eastsidin" em 2004 e, em 2005, outro álbum intitulado Loc'd Out.

## Discografia
- Tha After party (2004)
- Still Eastsidin' (2004)
- Loc'd Out (2005)
- B.G. 2 O.G. (2006)
- Eastsideridaz (2007)